# Бочаров, Алексей Алексеевич
Алексей Алексеевич Бочаров (род. 15 декабря 1964, Ленинград) — российский историк, кандидат исторических наук, специализирующийся в области истории военно-морского флота Российской империи XIX — начала XX века.

## Биография
Родился 15 декабря 1964 года в Ленинграде.
Окончил среднюю школу № 344 города Ленинграда (1982 год) и исторический факультет Ленинградского государственного педагогического института им. А. И. Герцена (1989). В 1985—1987 годах прошел службу в Вооруженных силах СССР. В 1989—2006 годах работал архивистом в Российском государственном архиве Военно-Морского Флота.
В 2005 году в Санкт-Петербургском государственном университете защитил кандидатскую диссертацию «Создание и деятельность исправительных учреждений морского ведомства Российской империи (1864—1916 гг.)». Научные руководители А. Я. Лейкин, М. П. Ирошников.
С 2006 года доцент кафедры истории Института гуманитарного образования Санкт-Петербургского государственного политехнического университета. Автор около 70 научных и научно-популярных публикаций. В настоящее[уточнить] время работает над диссертацией на соискание учёной степени доктора исторических наук.
Неоднократно принимал участие и выступал с докладами на крупных всероссийских и международных конференциях.
Сфера научных интересов: история военно-морского флота, история повседневности, история телесных наказаний и пенитенциарной системы в России, история российского кинематографа. Серия статей посвящена военно-морскому флоту царской России и СССР в документальном и художественном кинематографе и советской литературе.

## Научные публикации
Крупные публикации:
- Броненосные фрегаты «Минин» и «Пожарский». Спб., 1999. 80 с., илл.[12].
- Лукин В. К. Заметки о боевой деятельности Черноморского флота в период 1914—1918 гг. СПб.: Петроний, 2009. 276 c., илл. ISBN 978-5-91373-012-1. (Подготовка публикации, вступительная статья и примечания)[13].
- Российская гвардия 1700—1918: Справочник. М.: Новый хронограф, 2005. 448 с. ISBN 5-94881-035-6. (составление, в соавторстве).

Избранные научные статьи:
- Балтийский флот и петербургское наводнение 1824 года // История Петербурга. 2009. № 1. С. 85—87.
- «Винегрет, а не воспроизведение исторического события на море»: Фильм С. М. Эйзенштейна «Броненосец Потемкин» под огнём критики военных моряков // Историческая экспертиза. 2015. № 2(3). С. 192—200.
- Военно-морские плавучие тюрьмы в России (1884—1916) // Клио. 2002. № 2 (17). С. 183—189.
- Из истории дисциплинарных воинских частей военно-морского флота Российской империи. 1906—1916 гг. // Военно-исторический журнал. 2009, № 2. С. 42—45. ISSN 03210626.
- Из истории становления и деятельности исправительных учреждений военно-морского флота России (1864—1916 гг.) // Вестник Санкт-Петербургского университета МВД России. 1999, № 3. С. 80—86 (в соавторстве).
- К. Я. Яневич-Яневский ― главный военно-морской прокурор // Новый Часовой. № 11—12. Спб. 2001. С. 339—343.
- Из истории Арестантской башни Новой Голландии // История Петербурга. 2001, № 4. С. 60—63.
- Кинематограф в жизни военно-морского флота России в начале XX века. // Вопросы истории. 2013. № 9. С. 136—143.
- Ограничение телесных наказаний в армии и на флоте в России // Вопросы истории. 2011, № 3. С. 145—152. ISSN 00428779[14]
- Страшная находка Сакурая: Как были найдены останки погибших на броненосце «Петропавловск» // Родина. 2004 № 1. С. 84—86. ISSN 02357089.
- Улучшение положения нижних чинов военно-морского флота России в 50 — 70-х гг. XIX в. // Вопросы истории. 2014. № 10. С. 126—132.